# الیکایی چمنی کالکادون
الیکایی چمنی کالکادون (نام علمی: Amytornis ballarae) نام یک گونه از سرده الیکایی چمنی است.